# Buariki (Tabiteuea)
Buariki è un’isola ed una località di Tabiteuea Sud, di cui è il capoluogo, nelle Kiribati. Ha 500 abitanti nel 2020.
Ci sono diversi villaggi che portano lo stesso nome nelle Kiribati: Buariki a Tarawa Nord, a Kuria, ad Aranuka e ad Onotoa.
Buariki è il più grande villaggio nonché capoluogo di Tabiteuea Sud. Ci si trova il consiglio comunale, il dispensario medico principale e l’aeroporto. C’è la Junior Secondary School, la sola in questa parte dell’atollo. 